# 91-й меридіан східної довготи
91-й меридіан східної довготи — лінія довготи, що лежить на 91 градус східніше Гринвіцького меридіана. Вона проходить від Північного полюса через Північний Льодовитий океан, Азію, Індійський океан, Південний океан та Антарктиду до Південного полюса.
91-й меридіан східної довготи формує велике коло разом із 89-тим меридіаном західної довготи.

## Список географічних об'єктів, що перетинає 91° сх. д.
Починаючи на Північному полюсі та рухаючись до Південного полюса, 91-й меридіан східної довготи проходить через:
| Координати                                                 | Країна, територія або море | Примітки                                                                          |
| ---------------------------------------------------------- | -------------------------- | --------------------------------------------------------------------------------- |
| 90°0′ пн. ш. 91°0′ сх. д. / 90.000° пн. ш. 91.000° сх. д.  | Північний Льодовитий океан |                                                                                   |
| 81°13′ пн. ш. 91°0′ сх. д. / 81.217° пн. ш. 91.000° сх. д. | Росія                      | Північна Земля — проходить через острів острова Шмідта[en]                        |
| 81°2′ пн. ш. 91°0′ сх. д. / 81.033° пн. ш. 91.000° сх. д.  | Карське море               | Проходить західніше острова Піонер[ru], Північна Земля, Росія                     |
| 79°34′ пн. ш. 91°0′ сх. д. / 79.567° пн. ш. 91.000° сх. д. | Росія                      | Північна Земля — проходить через архіпелаг Сєдова                                 |
| 79°32′ пн. ш. 91°0′ сх. д. / 79.533° пн. ш. 91.000° сх. д. | Карське море               | Проходить східніше островів Сергія Кірова[ru], Росія                              |
| 75°36′ пн. ш. 91°0′ сх. д. / 75.600° пн. ш. 91.000° сх. д. | Росія                      |                                                                                   |
| 50°28′ пн. ш. 91°0′ сх. д. / 50.467° пн. ш. 91.000° сх. д. | Монголія                   |                                                                                   |
| 46°46′ пн. ш. 91°0′ сх. д. / 46.767° пн. ш. 91.000° сх. д. | КНР                        | Сіньцзян                                                                          |
| 46°25′ пн. ш. 91°0′ сх. д. / 46.417° пн. ш. 91.000° сх. д. | Монголія                   |                                                                                   |
| 46°8′ пн. ш. 91°0′ сх. д. / 46.133° пн. ш. 91.000° сх. д.  | КНР                        | Сіньцзян — приблизно на 16 км                                                     |
| 46°0′ пн. ш. 91°0′ сх. д. / 46.000° пн. ш. 91.000° сх. д.  | Монголія                   |                                                                                   |
| 45°12′ пн. ш. 91°0′ сх. д. / 45.200° пн. ш. 91.000° сх. д. | КНР                        | Сіньцзян Цинхай Сіньцзян Цинхай Сіньцзян Цинхай Тибет — проходить західніше Лхаси |
| 28°0′ пн. ш. 91°0′ сх. д. / 28.000° пн. ш. 91.000° сх. д.  | Бутан                      |                                                                                   |
| 26°47′ пн. ш. 91°0′ сх. д. / 26.783° пн. ш. 91.000° сх. д. | Індія                      | Ассам Мегхалая                                                                    |
| 25°11′ пн. ш. 91°0′ сх. д. / 25.183° пн. ш. 91.000° сх. д. | Бангладеш                  | Проходить через дельту Гангу                                                      |
| 22°14′ пн. ш. 91°0′ сх. д. / 22.233° пн. ш. 91.000° сх. д. | Індійський океан           |                                                                                   |
| 60°0′ пд. ш. 91°0′ сх. д. / 60.000° пд. ш. 91.000° сх. д.  | Південний океан            |                                                                                   |
| 66°37′ пд. ш. 91°0′ сх. д. / 66.617° пд. ш. 91.000° сх. д. | Антарктида                 | Проходить через Австралійську антарктичну територію (претендує Австралія)         |